# Прямиков, Николай Николаевич
Николай Николаевич Прямиков (14 октября 1888, Москва — 3 марта 1918, там же) — участник революционного движения в России. Председатель Рогожского районного Совета рабочих и солдатских депутатов, комиссар Рогожской районной ЧК. Похоронен у Кремлёвской стены.

## Биография
Родился в Москве в семье повара. Рано остался без отца. В 12 лет пошёл работать. Работал в лавке, грузчиком, землекопом. Участвовал в боях на баррикадах в Москве в 1905 году. В 1906 году вступил в РСДРП.
За участие в большевистской организации был арестован и сослан в ссылку. В ссылке находился с 1908 по 1910 годы.
После возвращения из ссылки поступил на московский завод «Колючая проволока» молотобойцем. Являлся парторганизатором МК РСДРП, вёл партийную работу в Москве.
Во время Февральской революции участвовал в разоружении жандармов и освобождении из Бутырской тюрьмы политических заключённых, в том числе Ф.Э. Дзержинского.
В августе 1917 года был избран председателем Рогожского районного Совета рабочих депутатов. Его избрание было большой политической победой большевиков и крупным поражением меньшевиков и эсеров. Под руководством Прямикова большевики превратили район в свой надежный опорный пункт. Во время октябрьских боев в Москве в 1917 году участвовал во взятии Алексеевского военного училища, Кремля. 
С 26 октября (8 ноября) 1917 председатель Военно-революционного комитета (ВРК) Рогожского района. Был первым организатором и руководителем замоскворецкой милиции.
В феврале 1918 года, после нарушения перемирия германскими войсками, вторгшимися на территорию молодой Советской Республики, Николай Николаевич Прямиков был назначен председателем чрезвычайной тройки по формированию Красной Армии (для организации деятельности по созданию отрядов для фронта). 25 февраля того же года, в условиях угрозы контрреволюционных выступлений, он был утверждён комиссаром специально созданной ЧК Рогожского района.
Погиб при исполнении служебных обязанностей 3 марта 1918 года.
Похоронен у Кремлёвской стены.

## Гибель
В марте 1918 года, получив сведения о том, что бандиты, прибывшие из Варшавы, готовятся к совершению преступления, Прямиков Н. Н. с девятью милиционерами (красногвардейцами) направился на задержание банды, которая укрылась в одной из дач в Петровском парке.
Согласно воспоминаниям участника операции С. И. Сбруева, на грузовике установили пулемёт, красногвардейцы разместились в кузове, и машина тронулась. Когда автомобиль подъехал к небольшому деревянному дому, где находились бандиты, их встретили огнём.
Комиссар Прямиков Н. Н. бросился вперёд и был смертельно ранен в ходе операции по задержанию банды.

## Память
В память о Прямикове Н. Н. были названы в Москве:
- Улица Прямикова
- площадь Прямикова (сейчас Андроньевская площадь)
- Детский Парк имени Прямикова (в настоящее время — Таганский детский парк)